# Université Brescia
Ne doit pas être confondu avec Université de Brescia.
L'université Brescia (en anglais : Brescia University) est une université américaine située à Owensboro dans le Kentucky.

## Source
- (en) Cet article est partiellement ou en totalité issu de l’article de Wikipédia en anglais intitulé « Brescia University » (voir la liste des auteurs).